# James Hillier
James Hillier, OC (Brantford 22 de agosto de 1915 – Princeton 15 de janeiro de 2007) foi um cientista e inventor canadense que projetou e construiu, com Albert E. Prebus, o primeiro microscópio eletrônico de alta resolução bem sucedido na América do Norte em 1938.
Nascido em Brantford, Ontário, filho de James e Ethel (Cooke) Hillier, recebeu as graduações de Bachelor of Arts em Matemática e Física (1937), Master of Arts (1938), e Ph.D (1941) da Universidade de Toronto, onde, como um estudante graduado, ele completou um protótipo do microscópio eletrônico que tinha sido inventado por Ernst Ruska. Este microscópio eletrônico de transmissão foi usado como um protótipo para os microscópios eletrônicos posteriores.